# Zeugophora wittmeri
Zeugophora wittmeri is een keversoort uit de familie halstandhaantjes (Megalopodidae). De wetenschappelijke naam van de soort werd in 1993 gepubliceerd door Medvedev.